# مهاته
ال مهاته یک منطقهٔ مسکونی در اردن است که در استان عمان واقع شده‌است.